# Aulitivik Island
Aulitivik Island är en ö i Kanada.   Den ligger i territoriet Nunavut, i den östra delen av landet, 2 700 km norr om huvudstaden Ottawa. Arean är 214 kvadratkilometer.
Terrängen på Aulitivik Island är kuperad. Öns högsta punkt är 816 meter över havet. Den sträcker sig 21,0 kilometer i nord-sydlig riktning, och 23,0 kilometer i öst-västlig riktning.
Trakten runt Aulitivik Island är permanent täckt av is och snö. Trakten runt Aulitivik Island är nära nog obefolkad, med mindre än två invånare per kvadratkilometer.